# メリーランド州第4区
メリーランド州第4区 (メリーランドしゅうだい４く、英:Maryland's 4th congressional district) は、アメリカ下院の選挙区。

## 区域
- プリンスジョージズ郡(一部を除く)
- モンゴメリー郡(一部)

## 歴史
この選挙区に居住している労働者の22%以上が公的機関で働いている。選挙区内にはさまざまな政府機関もあり、最も有名なのはアメリカ国勢調査局、NASAゴダード宇宙飛行センター、ベルツビル農業研究センターである。
1990年代までは、この選挙区には主に白人が住んでいた。しかし、この地域で黒人の中流階級が繁栄し、住宅における人種差別を撤廃する法律が可決されると、多くのアフリカ系アメリカ人がより良い生活の質を求めてワシントンを離れ、プリンスジョージズ郡へ移ることを選んだ。1990年代初頭までに、郡は黒人が大多数を占めるようになり、今日では第4区の白人有権者はわずか11%である。最近、この地区は中央アメリカのエルサルバドル、グアテマラ、ホンジュラスから大量の移民を迎えており、その結果、メリーランド州で最大のラテン系人口を擁する地区となり、どの地区よりも中央アメリカの人口が多い地区の1つとなっている。
これらの人種的変化により、この地区は国内で最も民主党支持の強い選挙区の1つとなり、クック党派投票指数はD+40となっている。2022年には民主党のグレン・アイビーが90.1%の得票率で代表に選出された。